# Sterphus
Sterphus är ett släkte av tvåvingar. Sterphus ingår i familjen blomflugor.

## Dottertaxa tillSterphus, i alfabetisk ordning[1]
- Sterphus andicus
- Sterphus arethusa
- Sterphus aureopila
- Sterphus aureus
- Sterphus auricaudatus
- Sterphus aurifrons
- Sterphus batesi
- Sterphus calypso
- Sterphus chiragra
- Sterphus chloropyga
- Sterphus coarctatus
- Sterphus coeruleus
- Sterphus cybele
- Sterphus cydippe
- Sterphus fascithorax
- Sterphus fassli
- Sterphus fulvus
- Sterphus funebris
- Sterphus gamezi
- Sterphus hinei
- Sterphus incarum
- Sterphus incertus
- Sterphus intermedius
- Sterphus jamaicensis
- Sterphus janzeni
- Sterphus latitarsata
- Sterphus nitidicollis
- Sterphus ochripes
- Sterphus panamensis
- Sterphus pilifer
- Sterphus plagiatus
- Sterphus rudis
- Sterphus rufoabdominalis
- Sterphus sapphirifer
- Sterphus scutellata
- Sterphus shannoni
- Sterphus spinosa
- Sterphus stimulans
- Sterphus telus
- Sterphus tinctus
- Sterphus transversa
- Sterphus venezuelaensis
- Sterphus woodorum